# Cinto de castidade (BDSM)

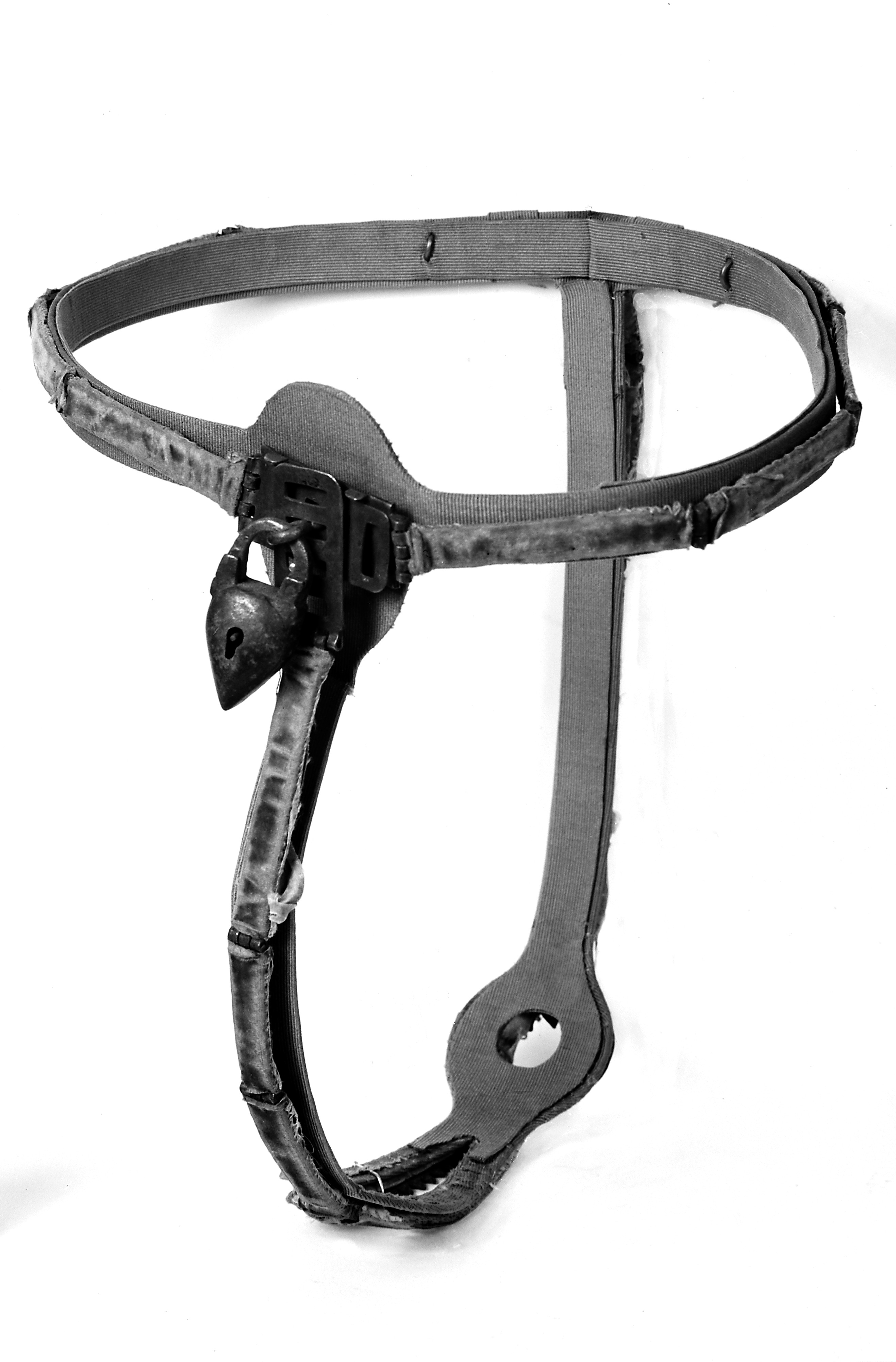
Cinto de castidade antigo, completo com cinto e cadeado

Os cintos de castidade são um tipo de dispositivo de castidade utilizado no BDSM como parte da prática de negação do orgasmo, para evitar que o usuário se envolva em certos tipos de atividade sexual sem a permissão do dominante, que atua como "portador da chave", possuindo a chave que destrava o cinto de castidade. Sem acesso à chave, o usuário geralmente não consegue tirar o cinto ou dispositivo de castidade. Os dominantes também podem desfrutar da castidade à distância com seu sub, mantendo a chave em um terceiro local que o usuário da castidade não pode acessar sozinho.
Cintos de castidade evitam relações sexuais, masturbação e sexo oral envolvendo as genitálias do usuário. Existem designs adequados, dependendo sexo. Os cintos de castidade podem ser usados durante uma sessão de jogo BDSM, por um período limitado ou como um acordo de longo prazo. Os usuários que optam por usar um dispositivo de castidade geralmente têm um fetiche por castidade e, portanto, gostam da experiência de estar em castidade.
Dentro da comunidade BDSM, o mês de outubro, também conhecido como “locktober” é um desafio anual em que pessoas com fetiche pela castidade tentam permanecer na castidade o mês inteiro.

## Propósito
Quem usa o cinto é geralmente considerado submisso em um relacionamento BDSM. Isto faz parte da prática mais ampla de negação do orgasmo. Alguns dizem que aumenta a submissão nas pessoas. Tem sido frequentemente relatado que, quando usado, o cinto de castidade frequentemente evoca frustração sexual em quem usa, podendo achar erótico e excitante.
A colocação de um cinto de castidade por um parceiro é geralmente uma indicação do domínio do “portador da chave” sobre as atividades sexuais do usuário. Ao aceitar o cinto de castidade, o usuário aceita entregar o controle sobre seu comportamento sexual a um parceiro, que pode conceder permissão ao usuário para se envolver em atividade sexual, removendo o cinto. O dominante pode decidir quando, onde, como, com que frequência e até mesmo se é permitido ao submisso a liberação sexual.
Numa dinâmica entre dominante e submisso, o dominador pode usar a chave de castidade em um colar como símbolo de domínio sobre seu submisso. Eles podem atrasar sua gratificação, praticar jogos centrados na provocação e na negação ou proporcionar-lhes orgasmos arruinados A mídia social pode ser incorporada aos jogos eróticos, por exemplo, usando a mídia social para pedir para votar quanto tempo mais o submisso deve permanecer na castidade. A perda de controle sobre suas respostas sexuais pode despertá-los e/ou proporcionar-lhes prazer mental.
A maioria dos designs modernos de cintos não impede que os usuários toquem fisicamente seus órgãos genitais, mas geralmente evitam a masturbação. As gaiolas penianas (veja abaixo) podem segurar o pênis firmemente, mas também podem estar soltas e, embora a relação sexual seja impossível, podem tornar a estimulação manual, até mesmo até o orgasmo, uma possibilidade. A prevenção mais eficaz da masturbação requer recursos de design que incorporem piercings genitais ou encapsulamento totalmente apertado da área genital.
Existem muitos fóruns online para os usuários discutirem sua experiência de permanecer na castidade.

## Tipos
O padrão tradicional "florentino" (nomeado após a referência histórica aos cintos de castidade em Florença no manual militar Bellifortis do século XV), com uma faixa em volta da cintura ou quadris e um "escudo" que corre entre o pernas para cobrir os genitais.
Os cintos modernos geralmente são feitos com recursos e acessórios para acomodar a fantasia erótica e o jogo BDSM. Por exemplo, uma fenda na proteção pode conter um vibrador dentro da vagina da usuária, que não pode ser removido exceto pelo porta-chaves. Alguns têm uma tampa perfurada (às vezes chamada de "escudo secundário") sobre esta fenda para evitar que o usuário seja beliscado ao sentar. A cobertura também pode impedir a masturbação direta, impedindo o acesso aos lábios. Os escudos anais que retêm à força os plugues anais dentro do usuário são um acessório comum. O escudo pode ser projetado para funcionar com piercings genitais para maior segurança.
Embora os cintos de castidade possam impedir a masturbação, ainda pode ser possível que ela atinja o orgasmo. Se a usuária for capaz de atingir o orgasmo pressionando a vulva, o ato de "tribbing" com um parceiro ou atingir o orgasmo apenas através de pensamentos (referido como "orgasmo não estimulado genitalmente"), um cinto de castidade não será impedido o orgasmo ocorra.
Um tipo popular de dispositivo de castidade para homens é comumente referido como gaiola de castidade, gaiola para pênis, dispositivo de castidade ou tubo de castidade. Eles são quase exclusivamente usados como brinquedos sexuais e em brincadeiras de BDSM, e podem envolver o pênis de um homem para tornar uma ereção desconfortável ou impossível se o homem ficar sexualmente excitado, e impedir relações sexuais, masturbação, sexo oral envolvendo o genitais do usuário e algumas outras formas de atividade sexual. Uma gaiola de castidade pode ser combinada com brinquedos como uma coleira de choque ou um triturador de bolas.
As gaiolas de castidade podem ser fabricadas em um material plástico forte, como policarbonato, ABS, ou podem ser feitas de silicone, o que reduz muito seu custo e peso em comparação com as versões de aço inoxidável. Novas informações implicam que se deve ter cuidado antes de usar um dispositivo feito de BPA contendo plásticos como o policarbonato. Um dispositivo feito de plástico ABS é uma alternativa mais segura ao plástico de policarbonato devido à lixiviação do BPA pelo policarbonato através do contato prolongado com a pele. O BPA pode causar uma resposta de estrogênio nos homens, levando a desequilíbrios hormonais e possível encolhimento do pênis através da lixiviação de substâncias químicas desreguladoras endócrinas diretamente através da pele.
A maioria das gaiolas de castidade são destinadas ao uso de longo prazo ou indefinido e podem incluir uma fechadura com chaves retidas por um porta-chaves ou um dispositivo de travamento de plástico que incorpora um número de identidade para que o usuário possa ser trancado por um porta-chaves remoto. Quando combinadas com um selo de plástico inviolável, as gaiolas de castidade de plástico permitem acesso mais fácil através da segurança do aeroporto ou outras áreas restritas de segurança que exigem passagem por detectores de metal.
Existem gaiolas de castidade com controle remoto que podem ser controladas por um porta-chaves por meio de um aplicativo de smartphone. O mais notável é o Cellmate, uma gaiola de castidade habilitada para Bluetooth projetada por Qiui. Quando travada, a gaiola é mantida fechada por um pino de travamento. Em operação normal, o pino de travamento só pode ser liberado por um pequeno motor elétrico controlado por um microcontrolador integrado. Ele foi examinado por uma falha de segurança na API que poderia fazer com que ela fosse hackeada.
- Uma gaiola de castidade masculina de plástico usada na Folsom Street Fair
- Um tipo comumente usado de gaiola de castidade feita de plástico
- Microcastidade extrema
- Uma trava inserida através do piercing de castidade no pênis
- Uma mulher usando um cinto de castidade Neosteel